# Valley of the windmill
Valley of the windmill is een studioalbum van Circa:. Het was na het studioalbum And so on enige tijd stil rond Circa:, er verscheen wel een livealbum Live from here, there and everywhere . Billy Sherwood had bemoeienissen met een reünie van Yes en Tony Kaye deed rustig aan om aan een “soloalbum” te werken. Na vijf jaar stilte verscheen Valley of the windmill met vier tracks. Het album is opgenomen in de eigen Circa: HQ geluidsstudio en ademt de sfeer van Yes. De band wilde langere stukken dan op hun vorige albums, mede omdat in hun ogen de liefhebbers van progressieve rock daar oren naar hadden. De basis van de nummers kwam van Sherwood, Kaye arrangeerde vervolgens. Er werden mogelijkheden onderzocht of er een promotietour gepland kon worden, maar Sherwood had het te druk met Yes.
De titel van het album is een idee van Michi Sherwood (vrouw van Billy) die de platenhoes fotografisch vastlegde.

## Musici
- Billy Sherwood – zang, gitaar
- Rick Tierney – basgitaar
- Tony Kaye – toetsinstrumenten, waaronder hammondorgel
- Scott Connor – slagwerk (afkomstig uit Yoso)

## Muziek
Alle tracks van Sherwood en Kaye

| Nr. | Titel                   | Duur  |
| --- | ----------------------- | ----- |
| 1.  | Silent resolve          | 14:41 |
| 2.  | Empire over             | 9:24  |
| 3.  | Valley of the windmill  | 7:32  |
| 4.  | Our place under the sun | 18:43 |